# Maurice Varret
Ne doit pas être confondu avec Maurice Varet.
Maurice Guillaume Jules de Koenigswarter, connu en littérature sous le pseudonyme de Maurice Varret, né à Paris le 12 octobre 1858 et mort à Paris 16e le 18 juin 1938, est un auteur dramatique français.

## Biographie
Il est le fils de Maximilien de Koenigswarter.
Journaliste et critique dramatique, le baron Maurice de Koenigswarter écrit sous le pseudonyme de Maurice Varret. Sa pièce La Bande à Fifi, écrite avec Gardel-Hervé, avec Max Linder dans le rôle d'Ildefonse, obtient un important succès.
Il est inhumé au cimetière de Montmartre dans la division israélite.

## Œuvres
- 1888 : Un piège, comédie en un acte, théâtre de Cluny, 21 mars
- 1889 : L'Esprit d'Ernest, vaudeville en un acte
- 1898 : La Bande à Fifi, comédie, avec Gardel-Hervé, théâtre de l'Ambigu-Comique, 2 juillet, repris le 11 juin 1905
- 1903 : Têtes de Turc, vaudeville en un acte, avec Charles Thony et Henry de Gorsse, Ba-Ta-Clan